# Crnogorski Telekom
Crnogorski Telekom a.d. é a principal operadora de telecomunicações com sede em Podgoritza, Montenegro. É a maior empresa de telecomunicações em Montenegro e oferece serviços de telefonia fixa, móvel, IPTV, internet, TIC e serviços em nuvem.
A empresa atende mais de 359 mil clientes na telefonia móvel e mais de 107 mil contas no segmento de telefonia fixa. Os serviços de roaming são fornecidos em mais de 140 países, com quase 300 operadoras móveis.

## História
A Crnogorski Telekom faz parte do Grupo Deutsche Telekom desde 2005. Remontando à história, a empresa estatal montenegrina de Correios e Telecomunicações "PTT" foi dividida em duas empresas em 1998: Montenegro Post e Telekom Montenegro. Em 1997, foi fundada a Internet Crna Gora (ICG), o primeiro provedor de internet de Montenegro, que operava dentro da Telekom Montenegro.[carece de fontes?]
Em 2005, a Telekom foi adquirida pela Magyar Telekom, tornando-se parte do Grupo Deutsche Telekom. Em 2006, as marcas T-Com e T-Mobile foram lançadas. Em maio de 2009, Crnogorski Telekom a.d., T-Mobile Crna Gora d.o.o. e Internet Crna Gora d.o.o. foram fundidas em uma única entidade legal, Crnogorski Telekom a.d.
Em 2012, as marcas T-Com e T-Mobile foram substituídas pela marca T, sob a qual todos os produtos são agora comercializados. Em janeiro de 2017, a Hrvatski Telekom comprou toda a participação da Magyar Telekom na Crnogorski Telekom A.D. A Deutsche Telekom AG detém 51% das ações da Hrvatski Telekom.

## Produtos e serviços
A Telekom fornece produtos e serviços de rede fixa, comunicações móveis, internet e IPTV para consumidores residenciais e empresariais, além de tecnologia da informação e comunicação (TIC) para clientes empresariais e corporativos.
No segmento móvel, a Telekom oferece tarifas pré-pagas e pós-pagas, e no segmento fixo, proporciona conexões de banda larga via FTTH, acesso híbrido e ADSL. Toda a infraestrutura de rede fixa foi convertida para a tecnologia all-IP, permitindo à Telekom oferecer banda larga fixa pré-paga, conhecida como opção Internet-on-click. A Telekom também oferece serviços de TV paga.